# Avenches Tattoo
 (juin 2019).
Avenches Tattoo est un festival international de fanfares militaires (« tattoo ») ayant lieu chaque année depuis 1999 à l'amphithéâtre d'Avenches, en Suisse. Il fait partie des trois grandes manifestations musicales d'Avenches et se déroule au début septembre.
Plus de 20 000 personnes se rendent chaque année à Avenches pour assister aux représentations et à la parade.
Depuis 2023 l'événement a dû déménager au Haras national suisse à la suite des travaux de rénovation de l'Amphithéâtre d'Avenches

## Participants et déroulement
Chaque année, le festival regroupe plusieurs formations militaires, Marching Bands, avec divers ensembles représentant l'invité d'honneur.
Durant ce festival, une parade a lieu avec un grand nombre de formations ainsi que des pipes and drums (cornemuses et tambours), incluant des cornemuses civiles et étrangères.
Depuis de nombreuses formations militaires sont venues de Belgique, Danemark, États-Unis, France, Grande-Bretagne, Italie, Nouvelle-Zélande, Trinité-et-Tobago, Suisse et ailleurs, pour animer les arènes romaines d'Avenches. En 2019, le Tattoo a fêté ses 20 ans d'existence et a eu l'Écosse comme invité d'honneur.